# Viviano Codazzi

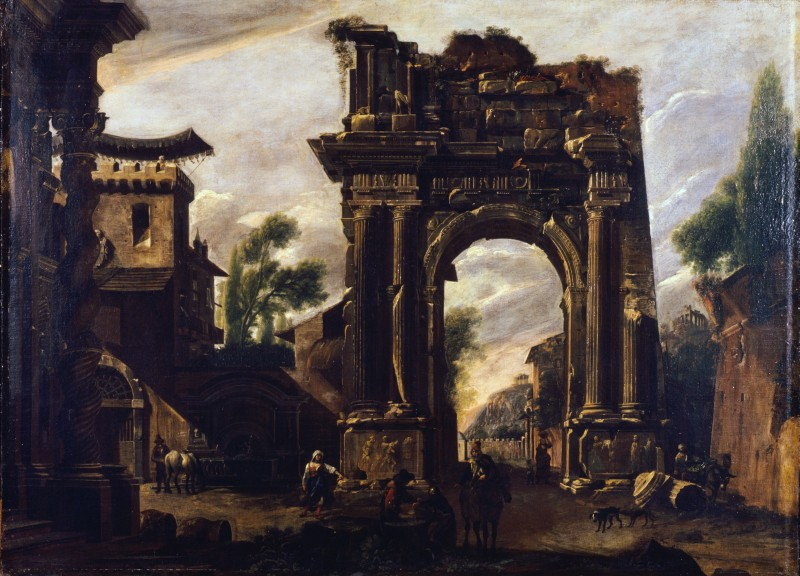
Capriccio con un arco e scena di genere (Fondazione Cariplo)

Viviano Codazzi (Bergamo, 1604 circa – Roma, 5 novembre 1670) è stato un pittore italiano di paesaggi, attivo principalmente a Roma e Napoli.

## Biografia
Nato a Bergamo, è anche conosciuto sotto il nome Viviano Codagora o il Codagora. Verso il 1620 lasciò la città natia e dal 1634 è documentato a Napoli, dove fu allievo di Cosimo Fanzago e alle dipendenze di Artemisia Gentileschi; veniva da Roma dove era stato nello studio di Agostino Tassi in via del Corso. A Napoli dipinse paesaggi, in collaborazione con Domenico Gargiuloː Codazzi si occupava delle prospettive architettoniche e dei paesaggi con rovine, mentre Gargiulo eseguiva le figure. Codazzi, in seguito alla rivolta di Masaniello, si trasferì a Roma e collaborò con Antoine Gobau, con Michelangelo Cerquozzi, con Jan Miel, con Filippo Lauri, e con Vicente Giner, eseguendo le parti architettoniche nei dipinti.

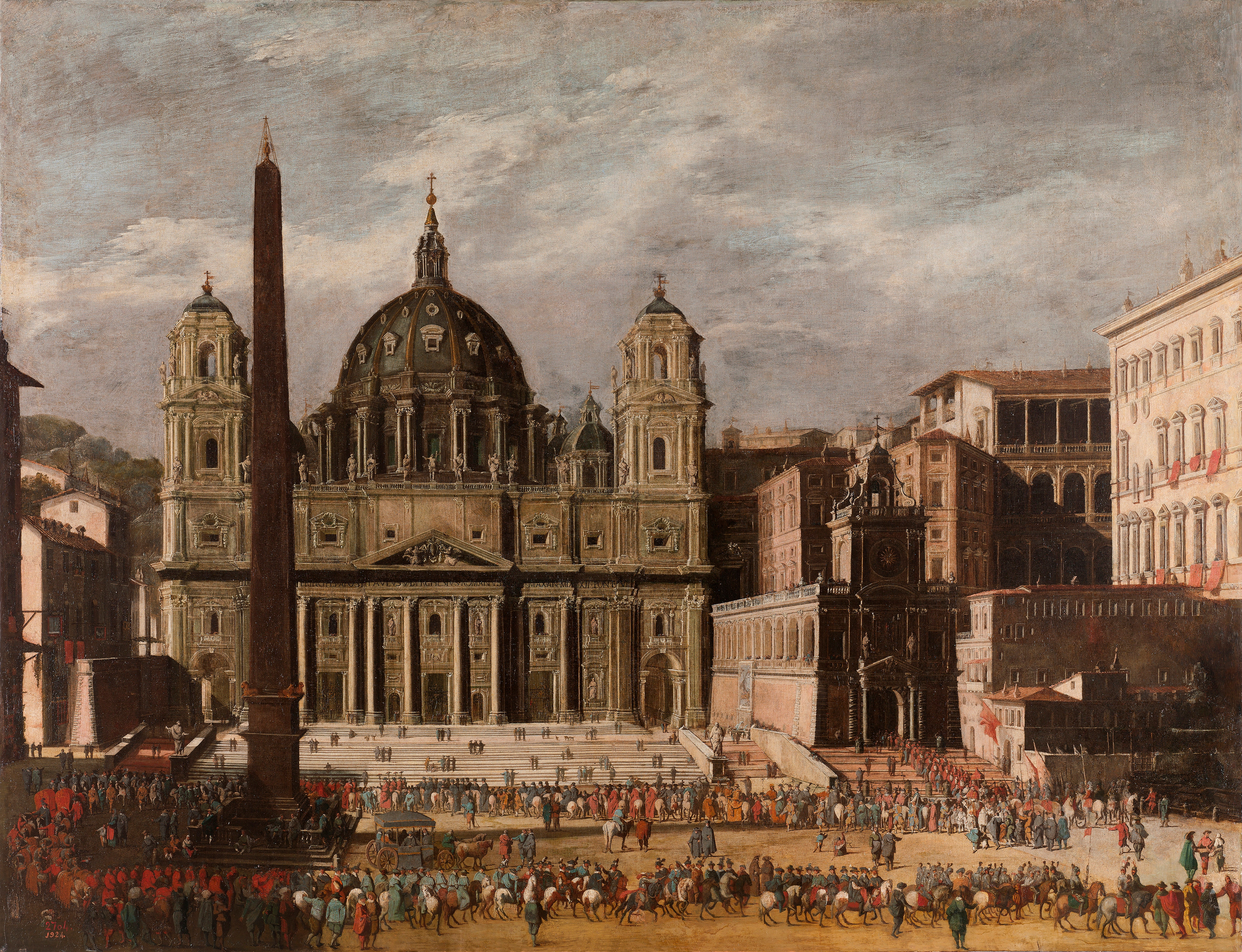
Piazza San Pietro com'era nel 1630, dipinto di Viviano Codazzi.

La sua pittura fu influenzata dalla scuola olandese, ben rappresentata a Roma in quel periodo e nota come Scuola dei Bamboccianti, che ebbe come ispiratore e protagonista Pieter van Laer.
Suo figlio Niccolò Codazzi (1642-1693) fu pittore di vedute e di scene inserite in paesaggi. Viviano ebbe una forte influenza su Canaletto e su Bernardo Bellotto. La sua veduta della Basilica di San Pietro, del 1630, è una delle ultime immagini della piazza senza il colonnato di Berniniː si vedono anche le due torri campanarie che, secondo il progetto, dovevano essere erette, ma che non furono mai realizzate.
In contrapposizione al paesaggio eroico della scuola bolognese e della scuola francese di ambito romano - che dalla cultura bolognese dei (Carracci) avevano preso avvio - Codazzi ritraeva fedelmente le rovine romane, oppure le costruiva di fantasia, ma sempre su un piano di verosimiglianza, con la luce che metteva a nudo - crudelmente o pietosamente e tutto avvolgendo nei mezzi toni - gli archi sbrecciati, i muri corrosi, mescolati a poveri edifici addossati a monumenti antichi e popolati da umile gente, dipinta dal Cerquozzi che inseriva le figure nelle costruzioni prospettiche dipinte dal compagno. Viviano Codazzi è stato un anticipatore del gusto settecentesco e fu definito il "Canaletto del Seicento".